# Sanguisorba officinalis
Sanguisorba officinalis  es una especie de planta perenne perteneciente a la familia de las rosáceas.

## Descripción
Es una planta perenne de hojas basales e inferiores imparipinnadas de 3-7 cm de longitud. con los folíolos dentados (9-12 dientes en cada lado). Las superiores son poco numerosas y más pequeñas. Alcanza los 15 cm a 2 m de altura. Tiene una raíz negra por fuera y de color rosado su interior. Esta especie se distingue de otras Sanguisorba por sus glomérulos de flores de color púrpura oscuro (todas hermafroditas), situados sobre largos pedúnculos laterales.

## Distribución y hábitat
Tiene una distribución eurosiberiana. En la península ibérica, habita en  prados de siega y herbazales muy húmedos de montaña.

## Propiedades
Principios activos
Contiene sanguisorbina, tanino, goma y sales.
Medicinales
Como planta medicinal se utiliza como: diurético, estomacal, sudorífico, febrífugo, tónico, astringente y aromático. La raíz es astringente, estíptico y vulnerario. Se usa la planta entera. Por vía externa, y debido a su alto contenido en taninos, ejerce efectos hemostáticos, útil para las heridas y ciertas úlceras tórpidas o varicosas. En la medicina tradicional china, se utiliza en el tratamiento de las hemorragias digestivas y respiratorias, diarrea y gastroenteritis, así como, por vía externa en caso de quemaduras.
Se ha utilizado en la medicina tradicional china (MTC), donde se le conoce con el nombre de Di Yu. Se utiliza para enfriar la sangre, detener el sangrado, el calor  y curar las heridas.

## Taxonomía
Sanguisorba officinalis fue descrita por Carlos Linneo y publicado en Species Plantarum 1: 116, en el año 1753.
Etimología
Sanguisorba: nombre genérico que deriva, probablemente, de la palabra latina sanguis refiriéndose a la capacidad de esta planta para frenar la hemorragia.  
officinalis: epíteto latino que significa "oficinal, de venta en herbarios".
Variedades aceptadas
- Sanguisorba officinalis var. longifila (Kitag.) T.T.Yu & C.L.Li

Sinonimia
| - Pimpinella officinalis (L.) Lam. - Poterium boreale Salisb. - Poterium officinale (L.) A.Gray - Sanguisorba altissima Moench - Sanguisorba auriculata Scop. - Sanguisorba cylindrica Charb. - Sanguisorba hispanica Mill. - Sanguisorba major Bubani - Sanguisorba major Hill - Sanguisorba montana Jord. ex Boreau - Sanguisorba nudicaulis Raf. - Sanguisorba polygama F.Nyl. - Sanguisorba sabauda Mill. - Sanguisorba serotina Jord. - Sanguisorba serpentini H.J.Coste & Puech |

## Nombres comunes
Agrimonia bastarda, ensalada italiana, escalerilla, hierba de la cuchillada, hierba de la enjarretadura, hierba de la garganta, hierba de la mora, hierba del cuchillo, hierba ge, jazmia, néspola, niéspola, níspera, nísperero del Japón, níspero, níspola, níspolero del Japón, pampanilla, pempinela, pempinella, perifolio, perifollo, pimpinela, pimpinela de los prados, pimpinela mayor, pimpinela menor, pimpinella acopada, pimpinella de España, pimpineta, rompepiedras, sanguina, sanguinaria, sanguisorba, sanguisorba de roca, sanguisorba mayor, sanguisorba menor.

## Galería

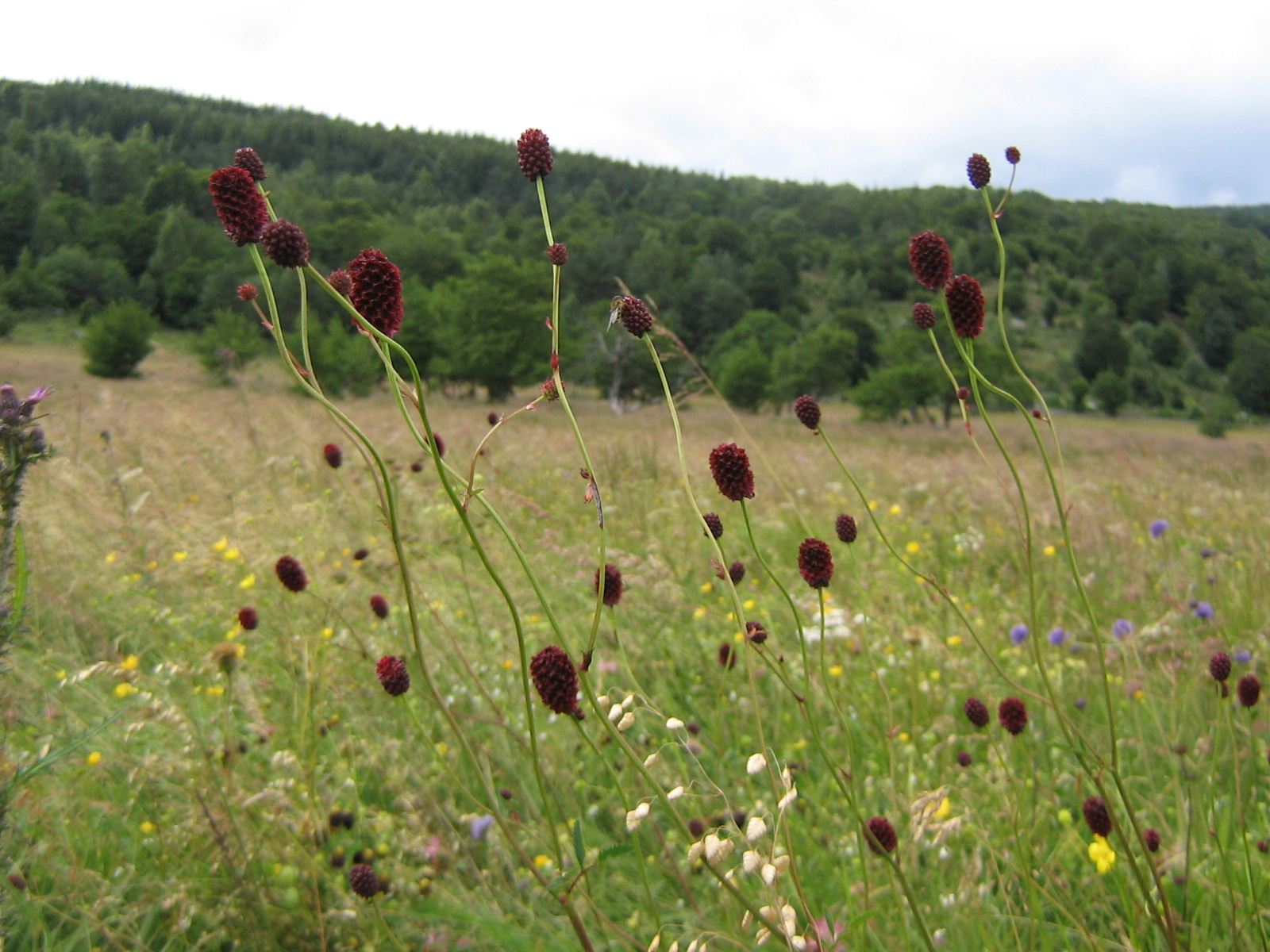
Hábitat
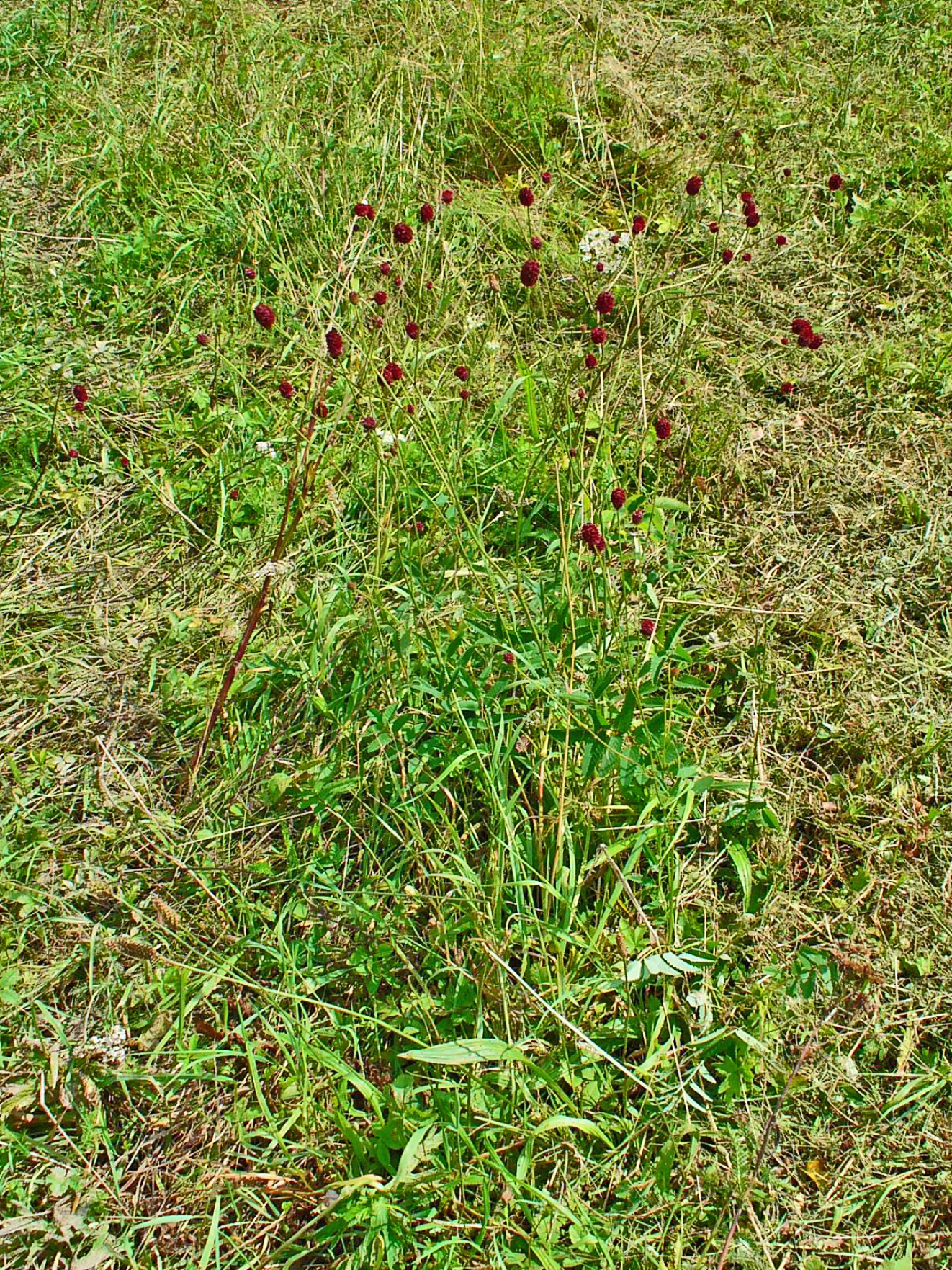
Planta
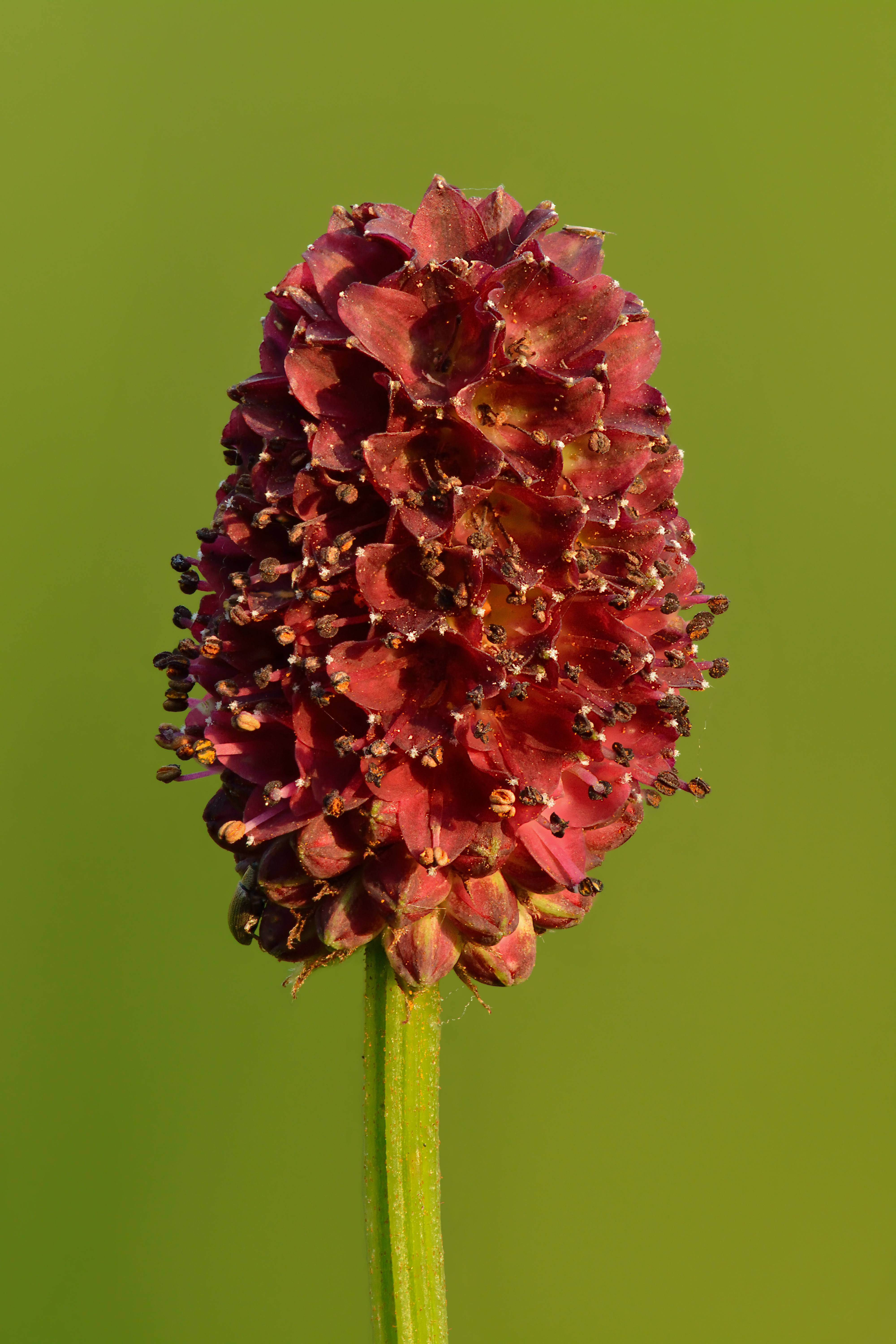
Inflorescencia
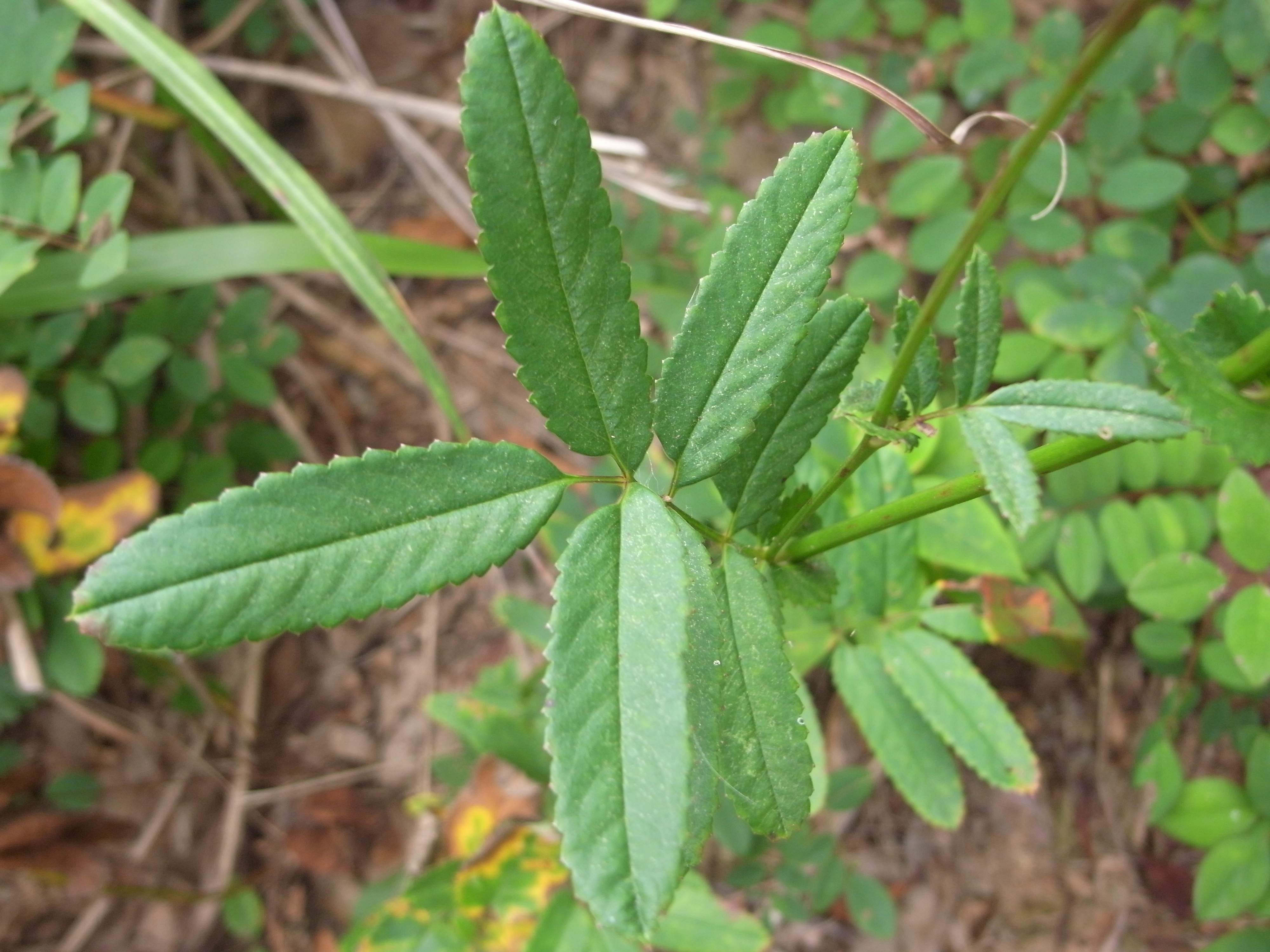
Hojas
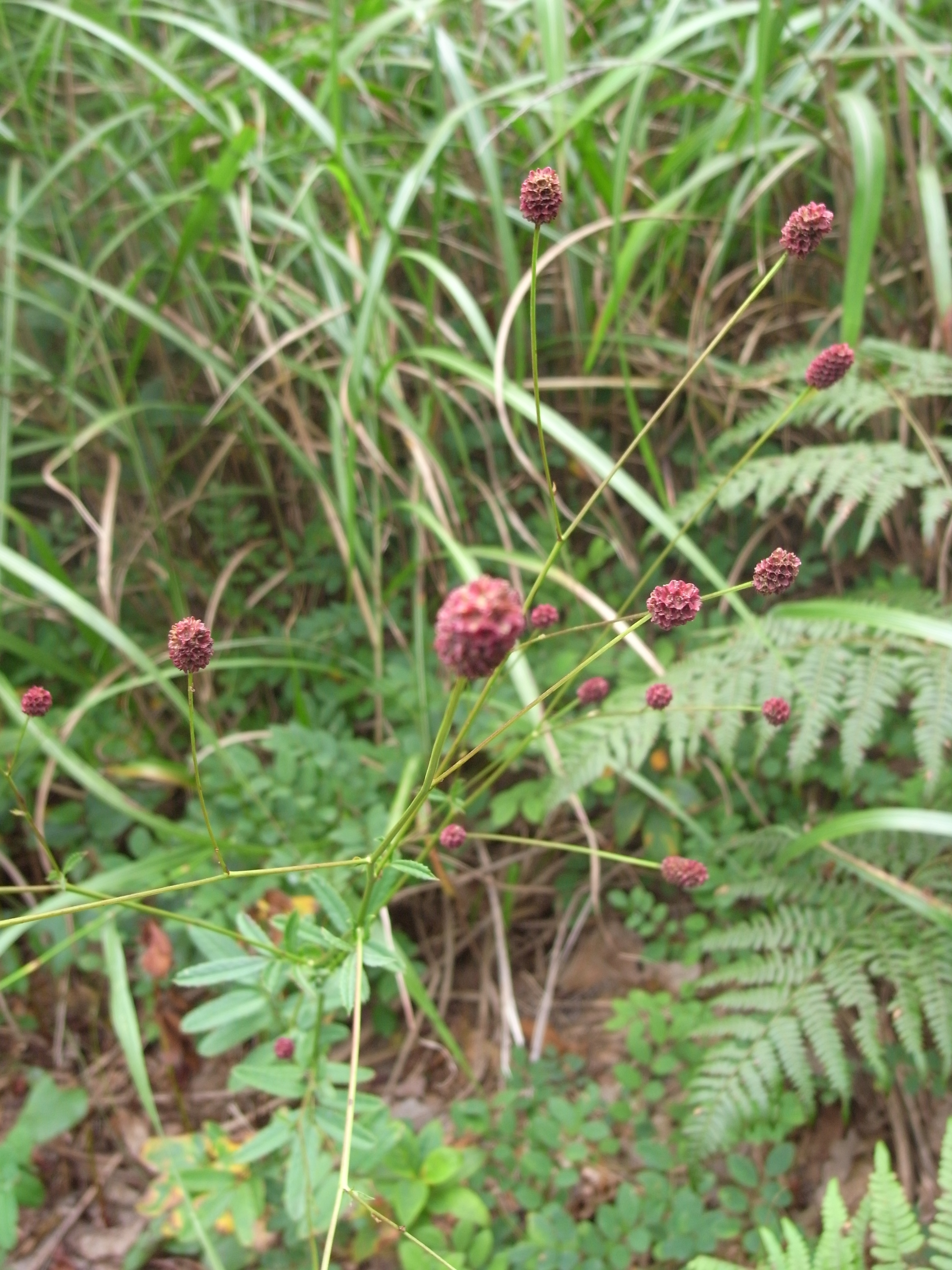
Hojas con flores.
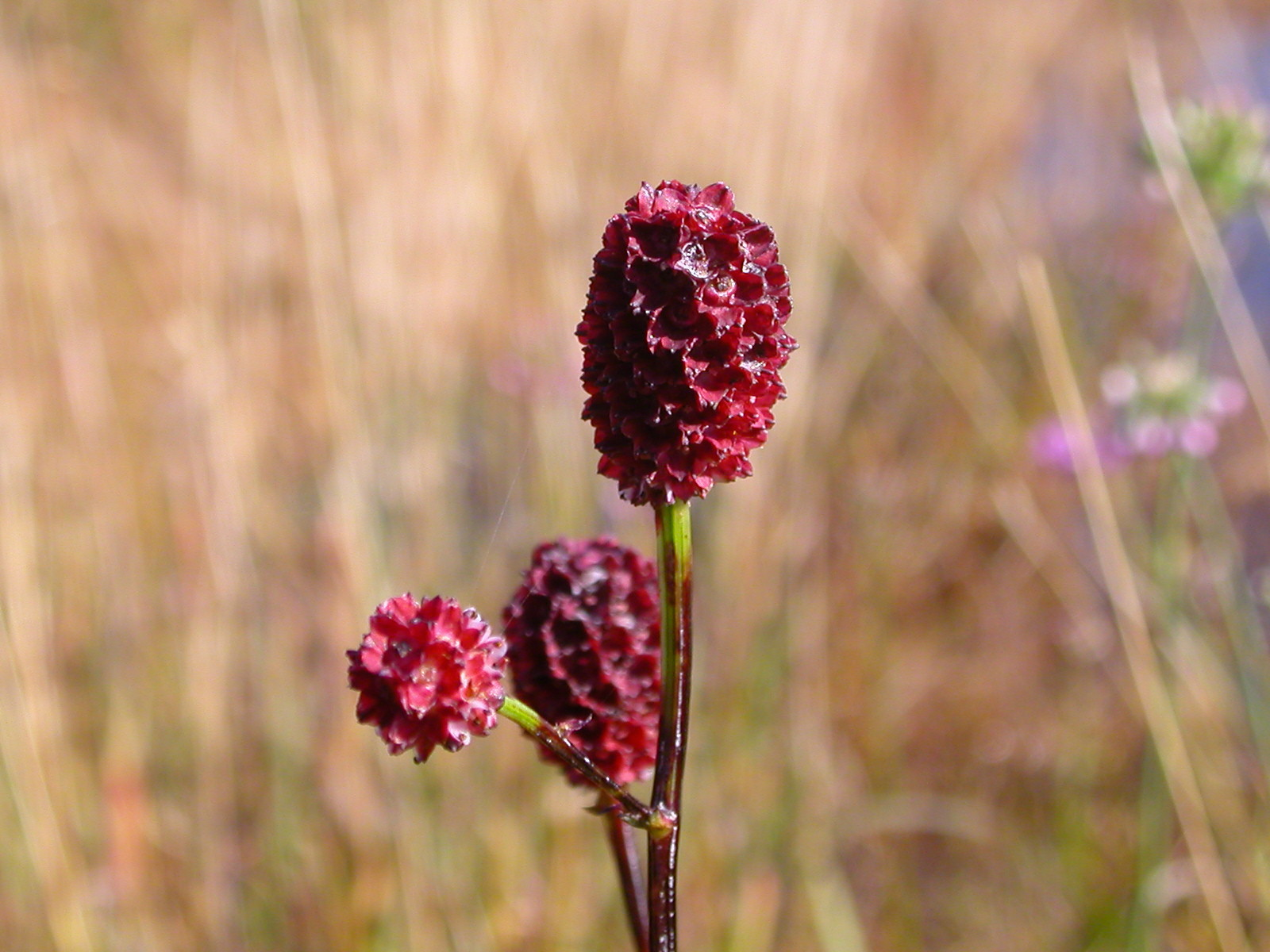
Flores
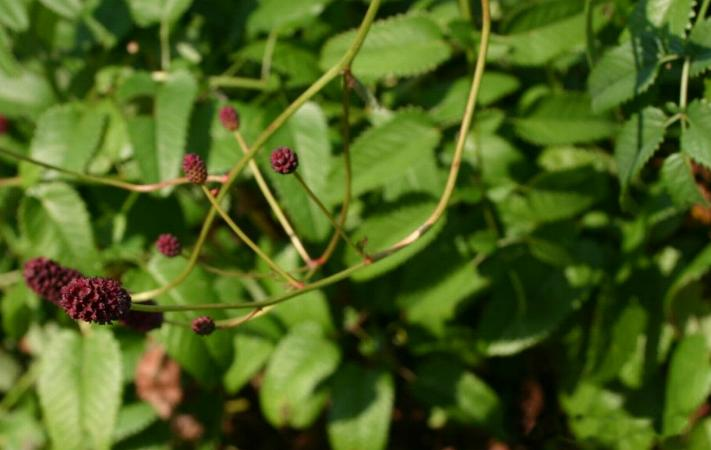
Flores y hojas
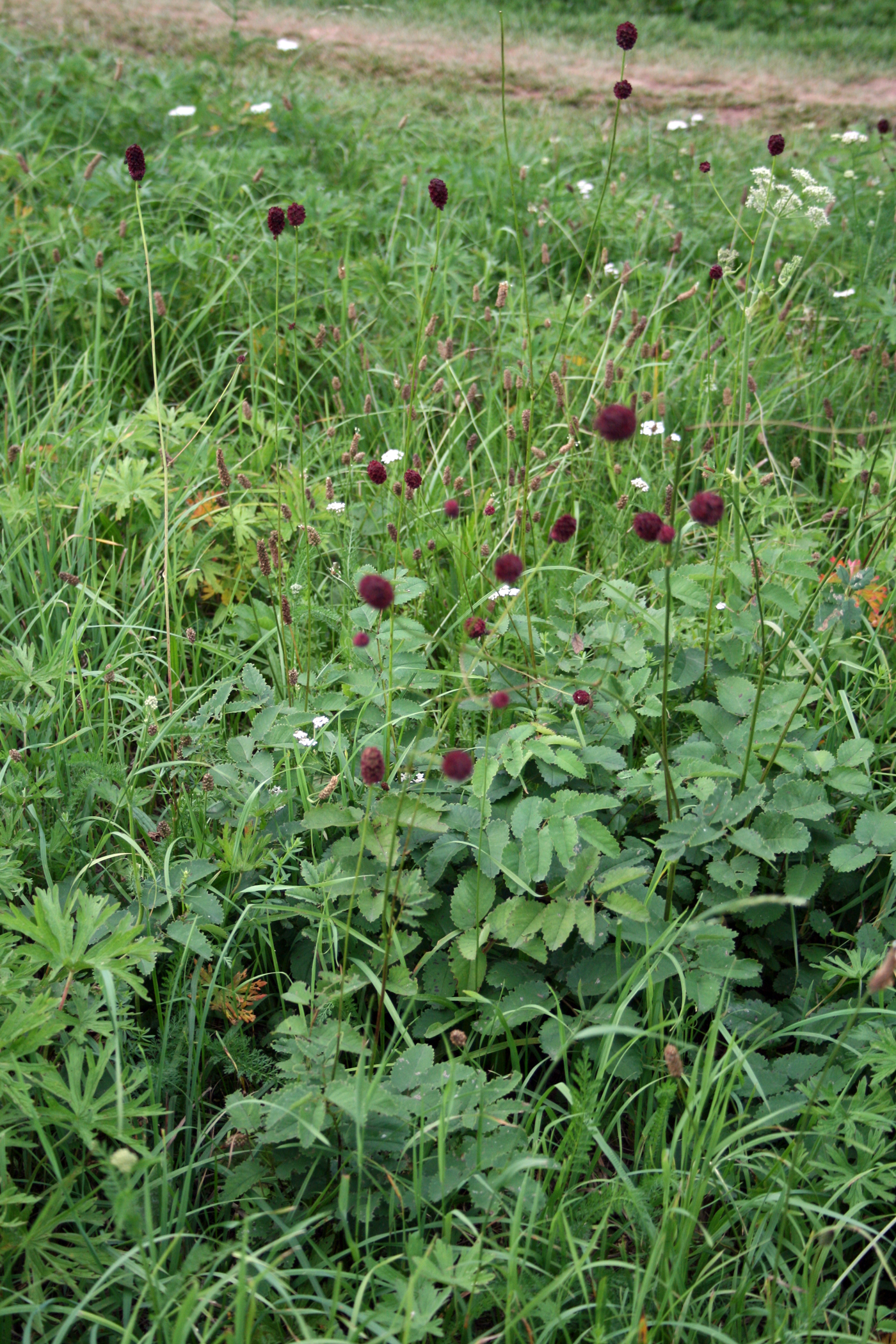
Pradera